# 约瑟夫·莫罗尼
约瑟夫·莫罗尼（法語：Joseph Moroni，1938年1月10日—），法国男子赛艇运动员。他曾代表法国参加世界赛艇锦标赛，获得一枚铜牌。他也曾参加1960年和1964年夏季奥运会。